# Meriania hernandoi
Meriania hernandoi är en tvåhjärtbladig växtart som beskrevs av Antonio Lorenzo Uribe Uribe. Meriania hernandoi ingår i släktet Meriania och familjen Melastomataceae.
Artens utbredningsområde är Colombia. Inga underarter finns listade i Catalogue of Life.